# Nagari Tanjuang Alai
Nagari Tanjuang Alai is een bestuurslaag in het regentschap Solok van de provincie West-Sumatra, Indonesië. Nagari Tanjuang Alai telt 1891 inwoners (volkstelling 2010).